# Shiroishi (Saga)
Shiroishi (白石町?) è una cittadina giapponese della prefettura di Saga.